# 3218 Delphine
3218 Delphine este un asteroid din centura principală, descoperit pe 24 septembrie 1960 de PLS.